# گالری ملی هنر باستانی

کاراواجو، جودیت در حال سربریدن هولوفنس

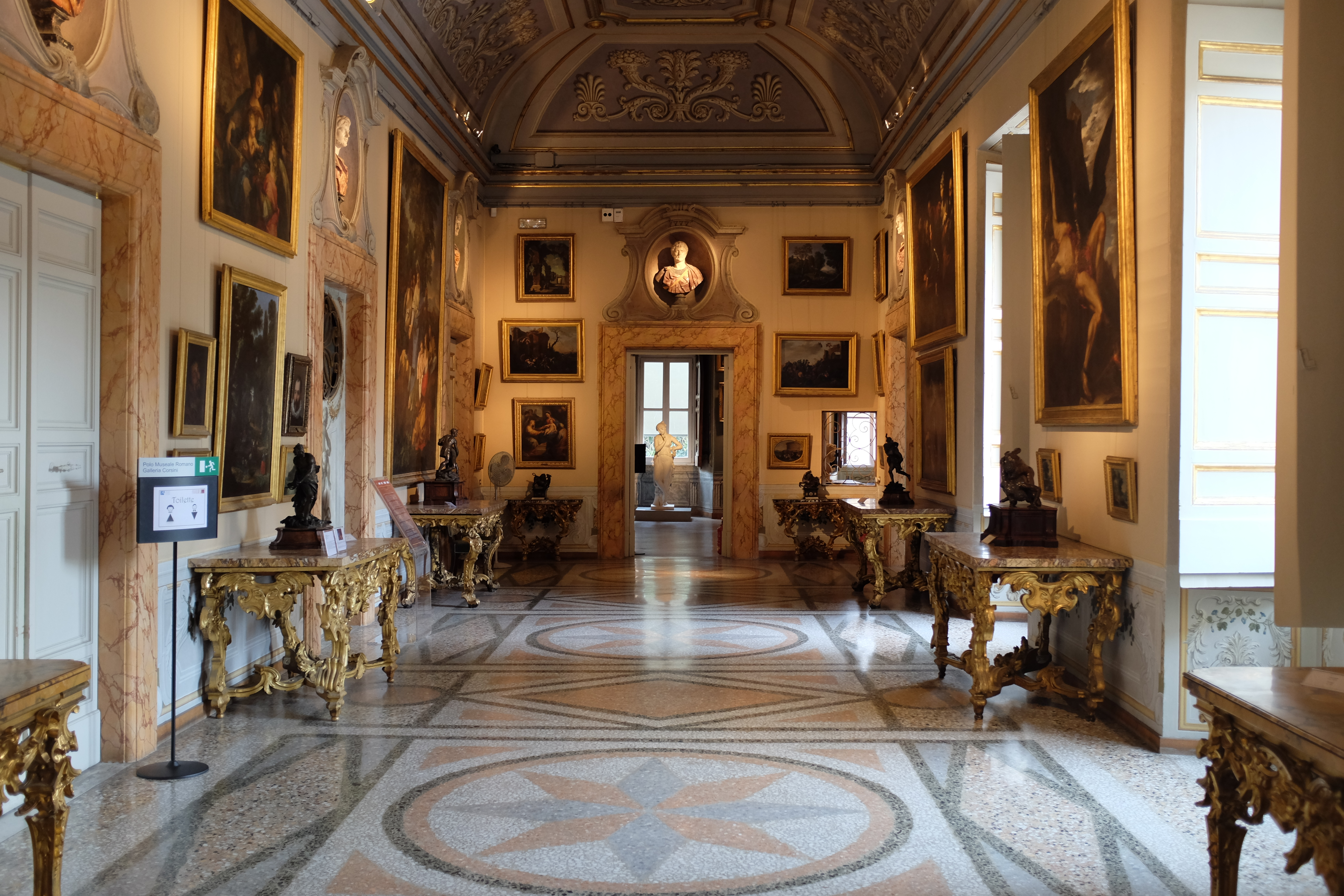
نمایشگاه کاخ کورسینی

گالری ملی هنر باستانی (به انگلیسی: National Gallery of Ancient Art)، (به ایتالیایی: Galleria Nazionale d'Arte Antica (GNAA))، یک گالری هنری در رم، ایتالیا و اصلی‌ترین مجموعه ملی آثار قدیمی (بطور کلی پیش از ۱۸۰۰) در رم است. این گالری دارای دو بخش است:
کاخ باربرینی و کاخ کورسینی.
کاخ باربرینی توسط معمار ایتالیایی قرن شانزدهم کارلو مادرنو در مکان قدیمی ویلا سورفزا برای پاپ اوربان هشتم، عضو خانواده باربرینی طراحی شده‌است. سقف سالن مرکزی آن توسط پیترو دا کورتونا با تمثیل ولایت الهی و قدرت باربرینی برای تجلیل از خانواده پاپ باربرینی تزئین شده‌است.
کاخ کورسینی که قبلاً با نام کاخ ریاریو شناخته می‌شد، کاخی در قرن پانزدهم است که در قرن هجدهم توسط معمار فردیناندو فوگا برای کاردینال نری ماریا کورسینی بازسازی شد.